# 神州五十年
《神州五十年》是一個香港電台廣播的節目，於2002年至2010年播出，介紹中國自1949年之後的近代歷史。神州五十年被視為香港電台中華五千年姊妹篇，因為前者是接住後者的內容後續。神州五十年播放時間為一輯半小時（三十分鐘），由香港電台文教組製作，於香港電台第一台及第五台播放。除此之外，香港電台網站亦設有專網頁，供聽眾聆聽。
本節目由中華五千年的撰稿人張偉國博士，以及麥勁生教授主持，這節目間中有一些劇化片段，也配音員也沿用著中華五千年的安排。本節目與中華五千年最大的不同之處，是在於中華五千年是以戲劇化片段為主，講述較少。反之《神州五十年》是以張偉國博士與麥勁生教授二人的對談，講述為主，甚少戲劇化片段。
節目中曾經邀請幾位嘉賓，包括在初段討論國府遷台時的浸會大學李金強教授、討論香港七十年代學生活動時的1973-74年香港中文大學學生會會長雷競旋博士，討論香港肅貪時的警隊前總警司李致遠，討論香港區議會選舉時的第一屆黃大仙區議會議員麥海華助理教授。
由於到九十年代以後所發生的事件資料不齊全(例如陳希同案、遠華走私案等)，到最後一集澳門回歸以後，改以《古今風雲人物》取代。

## 集數簡介
| 集數             | 集數   | 探討年份                 |
| ---------------- | ------ | ------------------------ |
| 第1集至第63集    | 共63集 | 1949年至1959年（共11年） |
| 第64集至第95集   | 共32集 | 1960年至1969年           |
| 第96集至第187集  | 共92集 | 1970年至1979年           |
| 第188集至第276集 | 共89集 | 1980年至1989年           |
| 第277集第374集   | 共97集 | 1990年至1999年           |

## 外部連結
- 網上神州50年 （页面存档备份，存于）

| 前一節目： 我要走天涯 | 香港電台第五台節目 星期一至五晚上9時至9時33分 | 下一節目： 科技自由談 |